# Cistrières
Cistrières – miejscowość i gmina we Francji, w regionie Owernia-Rodan-Alpy, w departamencie Górna Loara.
Według danych na rok 1990 gminę zamieszkiwało 160 osób, a gęstość zaludnienia wynosiła 7 osób/km² (wśród 1310 gmin Owernii Cistrières plasuje się na 687. miejscu pod względem liczby ludności, natomiast pod względem powierzchni na miejscu 371.).